# 锦矗管鼻蝠
锦矗管鼻蝠（学名：Murina jinchui），一种于中华人民共和国四川省汶川县卧龙国家级自然保护区核桃坪大熊猫野化基地发现的蝙蝠，隶属于蝙蝠科管鼻蝠属。

## 形态特征
哈氏管鼻蝠前臂长32.4～36.4毫米，颅全长15.66～16.86毫米。背毛毛基黑色（3毫米），中部棕灰色（1－1.5毫米），毛尖深棕色（1毫米）。背部整体为棕灰色，具有暖灰色针毛。腹毛毛基黑色，向上逐渐变为冷灰色，腹部针毛金色。